# Lützowsches Freikorps

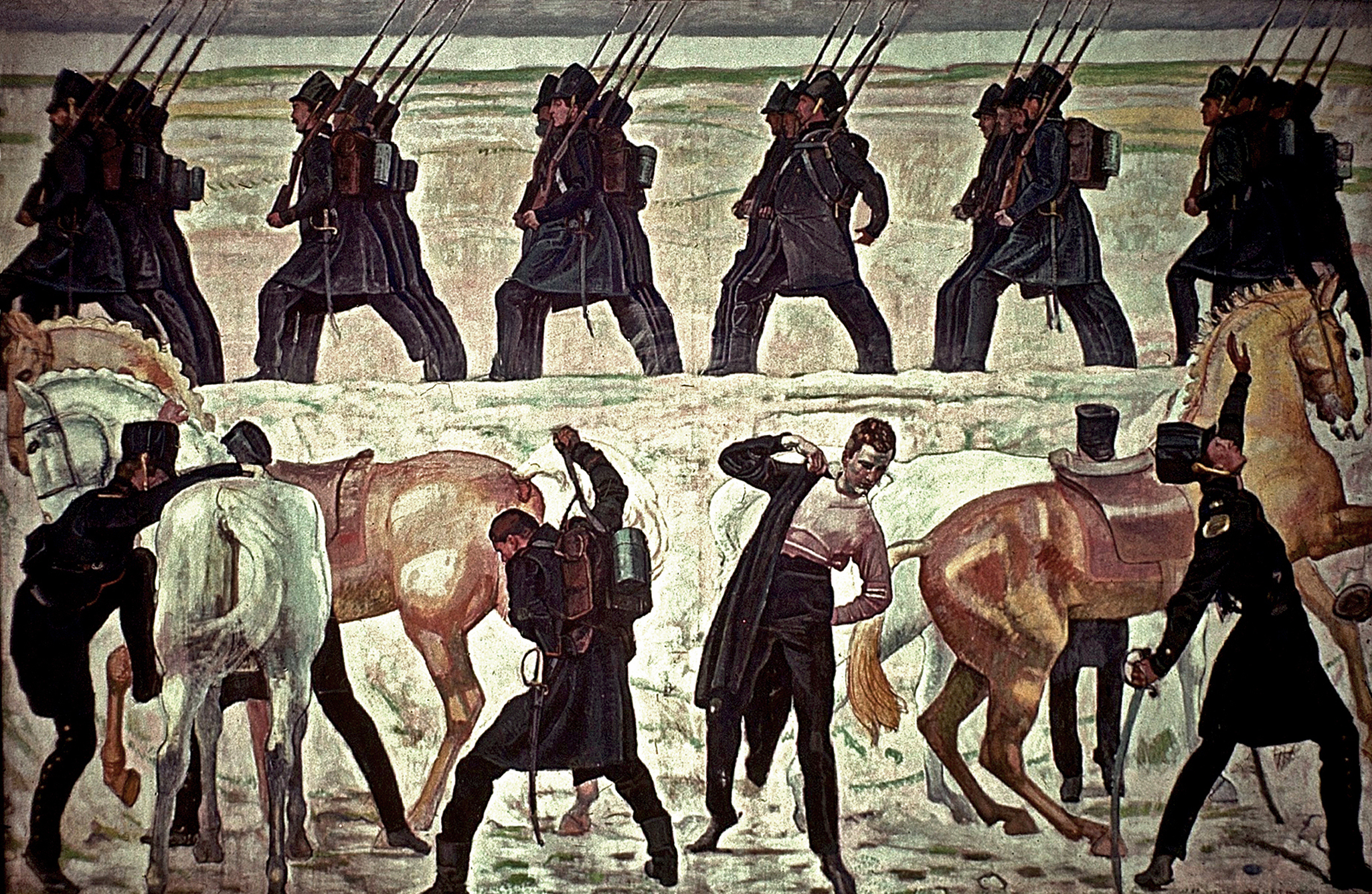
Obra do destacado pintor suíço Ferdinand Hodler realizada entre 1908 e 1909, representando vários milicianos das Lützowsches Freikorps.

O Lützowsches Freikorps (Corpo Livre de Lützow ou Voluntários de Lützow) foi uma força armada voluntária do exército do Reino da Prússia durante as Guerras Napoleónicas. O nome tem origem no seu comandante Ludwig Adolf Wilhelm von Lützow.
Em Fevereiro de 1813, é criada oficialmente a unidade com o nome de Königlich Preußisches Freikorps von Lützow (literalmente, Real Corpo de Libertação Prussiano von Lützow) formada basicamente por estudantes e universitários provenientes de toda Alemanha com o único fim de lutar contra as tropas de Napoleão. Dado que a Prússia tinha graves problemas de financiamento para suas forças regulares, os voluntários tinham que se equipar por conta própria. Por esse motivo, a cor eleita para o uniforme foi o negro, já que era o único que poderiam utilizar para tingir a roupa civil. As insígnias eram vermelhas e os botões eram de bronze, criando uma combinação que se associou aos ideais republicanos.
O Lützowsches Freikorps era composto, em média, com 2900 efectivos de infantaria, 600 de cavalaria e 120 de artilharia, que foram variando durante a guerra. Estes voluntários participaram em muitas batalhas como independentes, de início, e depois como unidade regular dos exércitos aliados.
Em 1814 ,o corpo foi dissolvido depois de se alcançar a paz. A infantaria converteu-se no 25.º Regimento e a cavalaria no 6.º de Ulanos. Depois do regresso de Napoleão, ambos os regimentos lutaram em Ligny e em Waterloo.